# Arnoglossus imperialis
L'  Arnoglossus imperialis, noto in italiano come suacia imperiale, è un pesce osseo marino della famiglia Bothidae.

## Distribuzione e habitat
È presente nel mar Mediterraneo occidentale e nell'Oceano Atlantico orientale tra le isole Britanniche e le coste africane tropicali. Nei mari italiani è rara.
Vive in acque profonde fino a 350 metri su sabbia o fango.

## Descrizione
Assomiglia molto alla suacia ed alla suacia mora. Si distingue dalla prima per avere 4 o 5 raggi liberi allungati nella pinna dorsale (piuttosto brevi nelle femmine) con un'espansione cutanea a “bandierina” all'estremità di ogni raggio. La suacia mora ha solo il 2° raggio dorsale allungato.
Il colore del lato oculare è bruno chiaro o color sabbia con chiazze scure sparse. Gli occhi sono verdi. Sulle pinne ventrali dei maschi è presente una macchia scura.
Nell'Oceano Atlantico raggiunge i 25 cm di lunghezza mentre nei nostri mari non supera i 15.

## Biologia
Poco nota.

## Pesca
Si cattura solo con le reti a strascico e viene talvolta utilizzata per la frittura di paranza. Ha carni buone.